# Лоран-Дезіре Кабіла
Лоран-Дезіре Кабіла (фр. Laurent-Désiré Kabila, 27 листопада 1939 — 16 січня 2001) — президент Демократичної Республіки Конго, ватажок повстання, яке поклало край диктатурі Мобуту. Здобув освіту у Франції. Був сподвижником Патріса Лумумби і був особисто знайомий з Че Геварою (який з низкою своїх латиноамериканських сподвижників свого часу керував конголезьким рухом на місці). 1967 року заснував Народну революційну партію та підняв повстання у провінції Південне Ківу, де утворилася самопроголошена держава, що проіснувала до 1988. В 1996 за допомогою руандійських тутсі підняв повстання проти Мобуту.

## Біографія
Лоран-Дезіре Кабіла народився у Джадотвіллі (нині Лікасі), провінція Катанга. Етнічний банту. Належить до народності Луба як і його батько, у той час як мати — представниця народності Лунда. Здобув освіту у Франції, де вивчав політичну філософію, і в Університеті Дар-ес-Салама. Під час навчання у Франції Кабіла захопився марксистськими ідеями. Після Парижа він вивчав марксистсько-ленінське вчення в Нанкіні (Китай) і в Албанії.
Після отримання Конго незалежності 1960 року, Кабіла став «заступником командувача» молодіжним крилом організації Балукат (асоціація племені балуба у Катанзі), що активно воювала проти військ Моїза Чомбе, який проголосив незалежність Катанги від Конго. Тоді Кабіла підтримував лумумбістів, які проголосили у Стенлівілі Народну республіку Конго, що воювала проти президента Конго Жозефа Касавубу.

### Співпраця з Че Геварою
1965 року Ернесто Че Гевара, який приїхав до Конго з приблизно сотнею своїх бійців, мав намір влаштувати там революцію за кубинським зразком. Короткий час Че Гевара співпрацював з Кабілою, розраховуючи, що той допоможе у постачанні кубинського загону. Однак Кабіла не виправдав надій. Че Гевара охарактеризував Кабілу як «ненадійну людину», що цікавиться переважно випивкою та жінками. Невдала співпраця Че Гевари з Кабілою призвела до розгрому у тому ж році загону партизан-кубинців. Проте Че Гевара зазначав, що з усіх людей Конго, яких їм довелось зустріти, Кабіла був єдиним, хто мав якості вождя мас. Проте лаяв його за відсутність «революційної серйозності».

### Правитель «народно-революційного» Ківу
1967 року Кабіла зі своїми бійцями став базуватися в гірському районі провінції Південна Ківу, західніше озера Танганьїка. Там Кабіла заснував свою Народно-революційну партію, а потім, за підтримки Китаю, створив у Південній Ківу сепаратну марксистську державу. Кабіла провів там колективізацію сільського господарства, організував видобуток та контрабанду корисних копалин, а також обклав даниною прилеглі райони. Командири урядових військ у тих районах боялися бійців Кабіли і тому поставляли йому озброєння та припаси в обмін на обмеження рейдів-грабежів. До кінця 1970-х років Кабіла істотно розбагатів, він обзавівся власними особняками у столиці Танзанії Дар-ес-Саламі і у столиці Уганди Кампалі.
1988 року «народно-революційна держава» у Південній Ківу припинила існування, а Кабіла зник і поширилися чутки про його смерть.

## Президент ДР Конго
Кабіла знову об'явився у країні у жовтні 1996, на чолі племені тутсі у провінції Південна Ківу, і почав війну проти племені хуту, поклавши початок Першій конголезькій війні. За підтримки від Бурунді, Уганди та Руанди, Кабіла повів своїх бійців у великомасштабний наступ проти військ Мобуту. У травні 1997 Мобуту втік з країни, а Кабіла 17 травня проголосив свою перемогу.
Вступивши у Кіншасу 20 травня 1997, Кабіла проголосив себе президентом республіки, яку знову перейменував з Заїру в ДРК та повернув скасовані Мобуту державні символи. Кабіла сповідував марксизм, однак на практиці його політичний курс був сумішшю капіталізму з колективізмом. Критики стверджували, що за ступенем авторитаризму його правління мало відрізняється від режиму поваленого диктатора. Міністр інформації Заїру, раніше відповідав за культ особистості Мобуту, залишився на своєму посту та організував звеличення вже нового президента. Яких-небудь виборів не проводилося. Кабіла, раніше близький до комуністів, прийшовши до влади, зміг встановити прийнятні відносини з США і їх союзниками.
Під час його правління тривала величезна за масштабом Друга конголезька війна. 1998 року колишні союзники Кабіли — Уганда та Руанда — виступили проти нього та підтримали нове повстання. Кабіла знайшов нових союзників в особі Зімбабве, Намібії та Анголи, і за допомогою їхніх військ утримав за собою південну та західну частини країни.
16 січня 2001 Кабіла отримав вогнепальне поранення за не цілком зрозумілих обставин (за офіційною версією — під час спроби державного перевороту) і був доставлений ще живим на літаку до Зімбабве, де констатували його смерть. Наступним президентом став його 29-річний син Жозеф Кабіла, при якому політична ситуація у країні дещо стабілізувалася.